# Ivan Vicelich
Ivan Vicelich (hrv. Ivan Vicelić) (Auckland, 3. rujna 1976.) je novozelandski nogometni reprezentativac, hrvatskog je podrijetla. 
Obrambeni je igrač.

## Klupska karijera
Vicelich je započeo karijeru u Novom Zelandu.Osim u domaćim klubovima igrao je još u Nizozemskoj i Kini.

## Vanjske poveznice
- Vicelich na novozelandskoj web stranici NZ Soccer
- Profil na njemačkoj web stranici weltfussball.de
- Vicelich na web stranici kluba[neaktivna poveznica]
- Profil na nizozemskoj web stranici  Arhivirana inačica izvorne stranice od 25. listopada 2012. (Wayback Machine)